# TOG 1重戦車
TOG 1重戦車は第二次世界大戦の初期、イギリスの重戦車設計によって開発された。その構想は戦場が第一次世界大戦のように帰結する可能性を考慮しており、本車は砲撃でかき回された田園と塹壕を横切ることができた。TOG1 は1輌の試作車が作られたが、軍部の関心はチャーチル歩兵戦車の成功により薄らいだ。チャーチルは縦走能力を構想に入れており、機動戦で活躍した。

## 概要
1939年7月、特殊車両開発委員会は、アルバート・スターン卿のもとで、大戦争の戦況にふさわしい将来の戦車の構想を作り上げた。スターン卿は第一次世界大戦の間、最初の陸上軍艦員会に属し、戦車供給部の長であった。委員会は第一次世界大戦の間に戦車開発において重要だった他の人々をくわえていた。海軍建造部長官フォーマー、ユースタス・テニスン・ダインコート卿、スウィントン将軍、設計技術者ハリー・リカード（リカードエンジンの開発者）、変速機と伝達装置の専門家ウォルター・ゴードン・ウィルソンである。前大戦で戦車開発に携わった人々が再び集まったことから、まもなく特殊車両開発委員会は「The Old Gang」、すなわち「昔馴染み」の渾名で呼ばれるようになった。その頭文字をとり、彼らの設計した車両には TOG の名が適用された。
委員会のメンバーは一緒に重戦車設計の開発案を提出し、彼らは史上初の戦車の開発者、フォスターズ・オブ・リンカーン社のウィリアム・トリットン卿と、最初の戦車を開発したもう一つの企業に生産を委託した。高い超壕能力と歩兵の輸送能力を構想し、この設計案は大型の車体を持ち、巨大な履帯の輪で囲まれた走行装置の側面にドアを設け、小型の砲塔が載せられていた。
TOG1 は、1940年10月に出来あがった。本車は機械発電駆動（エンジンで発電しモーターで駆動する）に関する問題発生の後、油圧駆動に換装され、1943年4月までの換装作業の後、TOG1A と呼ばれた。試作車両はチョバムに送られた後、歴史から姿を消した。
本車の発展型に、TOG 2重戦車 があるが、こちらも試作止まりである。